# Бранко Зиная
Бранко Зиная (хорв. Branko Zinaja; 28 вересня 1895, Вараждин, Королівство Хорватія і Славонія, Австро-Угорщина — 20 вересня 1949, Опатія, ФНРЮ) — югославський хорватський футболіст, нападник. Учасник Олімпіади 1924 року.

## Біографія
Всю свою ігрову кар'єру провів у загребському клубі ХАШК. З цим клубом він двічі вигравав чемпіонат Загреба у сезонах 1920/21 і 1921/22. У 1923 році він почав виступати в чемпіонаті Югославії. У сезоні 1927 року він разом із Кузманом Сотировичем з 6 голами став найкращим бомбардиром цього змагання. Крім того, грав у складі збірної Загреба з футболу, з якою виграв Кубок короля Олександра 1924 року.
У складі національної збірної Югославії дебютував 28 жовтня 1921 року в товариському матчі зі збірною Чехословаччини, що проходив у Празі. В тому матчі Бранко забив і свій перший гол за збірну, однак, його команда програла з рахунком 1:6. У червні 1922 року в матчі проти того ж суперника (4:3) він забив 2 голи, внісши свій внесок у першу перемогу в історії збірної, при чому другий гол став переможним. Він також брав участь у першій виїзній перемозі проти збірної Польщі (2:1) у Кракові в 1923 році, забивши переможний гол на 86-й хвилині.
Востаннє зіграв за збірну 10 червня 1923 року в товариському матчі зі збірною Румунії, що проходив у Бухаресті, причому в цьому матчі брав участь і його старший брат Душан, що увійшло в історію як перший випадок, коли у складі збірної Югославії на полі одночасно грали два брати.
Був у заявці команди на Олімпіаді 1924 року, однак в підсумку залишився в резервному списку і не поїхав на турнір. Усього провів за головну збірну країни 6 матчів, у яких забив 4 м'ячі.
По завершенні ігрової кар'єри Бранко був податковим інспектором. Помер на 54-му році життя 20 вересня 1949 року в місті Опатія. Похований у родинній могилі на православній частині цвинтаря Мирогой у Загребі поряд із братом Душаном.